# Rareș Dumitrescu
Rareș Dumitrescu (n. 24 decembrie 1983, Brașov, România) este un fost scrimer român, legitimat la C.S. Dinamo București. A câștigat, împreună cu echipa României de sabie, medalia de argint la Jocurile Olimpice de vară din 2012, desfășurate la Londra. Rareș s-a apucat de sabie din copilărie, inspirat fiind de filmele Zorro. A absolvit Universitatea Transilvania din Brașov și are un masterat la Universitatea "Alexandru Ioan Cuza" din Iași.                                    
Din 2020 este antrenor principal al Lotului Olimpic de Sabie al Romaniei, dupa ce intre 2014-2020 a fost antrenor principal la Centrul Olimpic de Juniori din Brașov și la secția din  Brașov a clubului Dinamo.

## Carieră
Dumitrescu a câștigat primul său titlu major în 2005, cu o medalie de bronz pe echipe la Campionatele Europene de la Zalaegerszeg. În martie 2006, a urcat pentru prima dată pe podium într-un eveniment de Cupă Mondială cu o medalie de argint la Atena. A câștigat și Cupa Cluburilor Campionilor Europeni cu CS Dinamo. Câteva luni mai târziu, a câștigat o medalie de aur pe echipe la Campionatele Europene de la Izmir.
În 2008, Dumitrescu a câștigat primul său titlu de Cupă Mondială la Madrid. A debutat olimpic la Jocurile de la Beijing, dar a fost eliminat la tabelul celor 16 de francezul Julien Pillet. A fost din nou tentat să se retragă pentru că s-a săturat să facă naveta între Brașov și București, dar fostul său coechipier Mihai Covaliu, acum antrenor al naționalei, l-a convins să meargă mai departe.
În 2009 a câștigat două etape ale Cupei Mondiale la Budapesta și Varșovia. A fost eliminat devreme în proba individuală a Campionatelor Europene de la Plovdiv, dar a luat medalia de argint cu România. La Campionatele Mondiale de la Antalya a ajuns în finală, unde a fost învins de germanul Nicolas Limbach și a luat medalia de argint. El a fost remarcat pentru „spiritul său de luptă și inteligența”, precum și pentru progresul său tehnic. În competiția pe echipe, România a creat o supărare învingându-le pe favoritele Germania, Franța și Ungaria pentru a întâlni Italia în finală. Dumitrescu a intrat în ultimul meci pe 40–34 pentru Italia și l-a învins pe Aldo Montano cu 11–4 pentru a câștiga România prima lor medalie de aur mondială la sabie. Dumitrescu a încheiat sezonul 2008–09 numărul doi în clasamentul FIE. Pentru această performanță i s-a acordat titlul de maestru emerit în sport.
La competiția masculină de sabie de la Jocurile Olimpice de vară din 2012, Dumitrescu a fost învins în meciul pentru locul trei de Nikolay Kovalev și a ratat podiumul, dar a câștigat o medalie de argint la proba de sabie pe echipe. S-a retras după Jocuri pentru a deveni antrenor la CS Dinamo.

## Palmares
- Vicecampion Olimpic cu echipa 2012
- Locul IV JO Londra 2012, individual
- Campion Mondial cu echipa 2009;
- Vicecampion Mondial individual 2009;
- Campion European cu echipa 2006;
- Vicecampion European cu echipa 2009;
- Vicecampion European cu echipa 2012;

- Locul III la Campionatul Mondial Paris 2010;

- Locul III la Campionatul European 2005;
- Câștigător al Cupei Campionilor Europeni cu Dinamo București în 2005, 2006 și 2008;
- Campion Național individual 2004, 2006, 2008, 2010; 2012;
- Campion Național cu echipa 2004, 2005, 2006, 2007, 2008, 2009, 2010, 2011, 2012;

Ca antrenor al Centrului Olimpic de Juniori al Romaniei a obtinut urmatoarele rezultate:
- Campion Mondial U17 - Verona 2018 (Pastin Andrei)
- Vicecampion Mondial U21 - Torun 2019 (Dragomir George)
- Campion European U23 - Plovdiv 2019 (Echipa Romaniei)
- Loc 3 Universiada - Napoli 2019 (Ursachi Razvan)
- Loc 3 Campionat European U23 - Plovdiv 2019 (Dragomir George)
- Loc 3 Campionat European U17 - Sochi 2018 (Echipa Romaniei)

## Legături externe
Materiale media legate de Rareș Dumitrescu la Wikimedia Commons
- Prezentare Arhivat în 13 aprilie 2015, la Wayback Machine. la Confederația Europeană de Scrimă
- en Rareș Dumitrescu la Olympedia.org
- http://www.youtube.com/watch?v=hB7NCjELLoU

1. ↑  „RareÈ Dumitrescu Bio, Stats, and Results | Olympics at Sports-Reference.com”. web.archive.org. 17 aprilie 2020. Arhivat din original în 17 aprilie 2020. Accesat în 18 august 2023. C1 control character în |titlu= la poziția 6 (ajutor)
2. ↑  „Retragere prematură”. GSP. Accesat în 18 august 2023.
3. ↑  Cooper, Gabriella. „Rareş, „muschetarul" de aur | NewsPad”. Accesat în 18 august 2023.
4. ↑  „INTERNATIONAL FENCING FEDERATION - The International Fencing Federation official website”. INTERNATIONAL FENCING FEDERATION - The International Fencing Federation official website. Accesat în 18 august 2023.
5. ↑  Cooper, Gabriella. „Rareş, „muschetarul" de aur | NewsPad”. Accesat în 18 august 2023.
6. ↑  „Olimpicii români se retrag în plină glorie. Lista celor care au spus „adio", în 2012, sportului de performanţă”. adevarul.ro. 19 decembrie 2012. Accesat în 18 august 2023.